# 三遊亭右女助
三遊亭 右女助（さんゆうてい うめすけ）は落語家の名跡。
- 初代三遊亭右女助 - 後∶四代目古今亭今輔
- 二代目桂右女助 - 後∶六代目三升家小勝
- 三代目三遊亭右女助 - 本項にて詳述
- 四代目桂右女助 - 当代

三代目 三遊亭 右女助（1925年9月19日 - 2007年5月20日）は、神奈川県逗子市出身の落語家。本名∶田中 信雄。出囃子は『どんどろ』、『鉄道唱歌』や『いやとび』などを使っていた。

## 略歴
- 1947年 - 漫才の十返舎亀造・菊次の亀造に入門。本名に因んで字違いの信夫で修行する。
- 1950年5月 - 5代目古今亭今輔門下に入門。前座名延輔。
- 1953年11月 - 二ツ目昇進。今之輔と改名。
- 1963年4月 - 真打昇進。3代目三遊亭右女助襲名。
- 1991年 - 年内いっぱいで体調を考慮し引退。以後は自宅の逗子で暮らす。
- 2007年5月20日 - 胃癌のため死去。81歳没。

## 人物
若い頃は軍隊では通信部隊に所属していた。
神奈川県逗子市桜山に住んでいたことから「逗子の師匠」と言われた。落語芸術協会では理事を務めた。
新作落語派で、駅名を次々に言っていく自作の「出札口（しゅっさつぐち）」が大ヒットした。